# Перевознинське городище
Перево́знинське городище — археологічна пам'ятка федерального значення на території Воткінського району Удмуртії, Росія.
Городище розташоване на невисокому мисі лівої притоки річки Перевозна, правої притоки Сіви. З півдня обмежений річкою, зі сходу та заходу — досить глибокими балками, висота схилів яких сягає 14 м. З півночі городище обмежене валом довжиною 35,7 м, шириною 5-6 м в основі, висотою 4,2 м, а також ровом глибиною до 0,5 м. Саме городище зараз вкрите ялиновим лісовим масивом.
Час існування городища датується ІІІ-V століттям та відноситься ученими-археологами до мазунінської культури епохи раннього заліза.
Федерального значення пам'ятка археології набула 2001 року.